# Kyoko Shimazaki
Kyoko Shimazaki (Japans: 島崎 京子, Shimazaki Kyōko) (Otofuke, (Subprefectuur Tokachi), 7 januari 1972) is een voormalig langebaanschaatsster uit Japan. Ze was specialist op de 500 meter.
Reeds op 18-jarige leeftijd behaalde Kyoko Shimazaki internationaal podiumsucces. Bij de Aziatische Winterspelen van 1990 werd ze vierde op de 1000 meter en veroverde ze het zilver op de 500 meter. In 1991 wint ze het eindklassement van de Wereldbeker op de 500 meter. Voor het volgende internationale succes moest ze wachten tot 1996 toen ze naar het zilver reed op de 500 meter bij de WK Afstanden in Hamar.

## Resultaten
| jaar | Aziatische Winterspelen | Olympische Spelen | Wereld Beker       | WK Afstanden      | WK Sprint | WK Junioren |
| ---- | ----------------------- | ----------------- | ------------------ | ----------------- | --------- | ----------- |
| 1990 | 500m · 4e 1000m         |                   |                    |                   | 7e        | 12e         |
| 1991 |                         |                   | 500m · 7e 1000m    |                   | DQ1       |             |
| 1992 |                         | 7e 500m           | 15e 500m 20e 1000m |                   | 14e       |             |
| 1993 |                         |                   | 6e 500m 16e 1000m  |                   | 4e        |             |
| 1994 |                         |                   | 18e 500m 32e 1000m |                   | 7e        |             |
| 1995 |                         |                   | 10e 500m 12e 1000m |                   | 9e        |             |
| 1996 |                         |                   | 6e 500m 25e 1000m  | 500m              | 14e       |             |
| 1997 |                         |                   | 4e 500m 10e 1000m  | 6e 500m 11e 1000m |           |             |
| 1998 |                         | 5e 500m           | 11e 500m 32e 1000m |                   | 5e        |             |

DQ1 = gediskwalificeerd op de eerste afstand

### Medaillespiegel
| kampioenschap           | goud | zilver | brons |
| ----------------------- | ---- | ------ | ----- |
| Aziatische Winterspelen | 0    | 1      | 0     |
| Wereldbeker             | 1    | 0      | 0     |
| WK Afstanden            | 0    | 1      | 0     |
| WK Sprint               | 0    | 0      | 0     |
| WK Junioren             | 0    | 0      | 0     |

## Wereldrecords
| Nr. | Afstand            | Tijd  | Datum            | Baan    |
| --- | ------------------ | ----- | ---------------- | ------- |
| jr1 | 500 meter junioren | 40,47 | 24 november 1990 | Berlijn |
| jr2 | 500 meter junioren | 40,13 | 9 december 1990  | Asama   |